# Орб
О́рб или о́рбис — в астрологии допустимое отклонение величины дуги между двумя объектами гороскопа от точного значения аспекта. Например, орб величиной 8,5° означает, что планеты будут образовывать трин, если величина дуги между ними (120 ± 8,5)°. Таким образом, чем меньше величина орба, тем точнее аспект.
Система принятых орбов является одним из отличий одной астрологической школы от другой. Также система орбов может меняться от техники к технике. Так орбы, применяемые при составлении натального гороскопа, как правило, больше орбов, применяемых в предсказательных методиках.
В целом, существует тенденция приписывать самые большие орбы аспектам Солнца и Луны, а самые маленькие — аспектам дальних (медленных) и фиктивных планет. Также орбы могут зависеть от самих аспектов. Так орбы минорных аспектов, обычно, меньше орбов для мажорных аспектов. Различные орбы могут назначаться также для сходящихся и расходящихся аспектов (см. аспект).